# Carlo Huber
Carlo Huber (* 16. März 1931; † 23. Februar 2007 in München) war ein deutscher Philosoph und Jesuit.

## Leben
Huber kam nach dem Tod seiner Mutter 1944 nach Regensburg, wo er am Alten Gymnasium 1949 sein Abitur bestand. Er gehörte zur ND-Gruppe der Regensburger Dompfarrei und leitete dort die Obergruppe. Nach dem Abitur trat er in das Noviziat der Jesuiten in Pullach ein. Als Student wurde er drei Jahre als Repetitor am Germanikum in Rom eingesetzt und lehrte nach seiner Priesterweihe ab 1965 für 36 Jahre Philosophie an der Päpstlichen Universität Gregoriana. Er besaß einen Lehrstuhl für Logik und Sprache; seine Hauptforschungsgebiete waren die christliche Philosophie und die Sprachphilosophie, insbesondere der christlichen Sprache. Zu seinen Doktorsöhnen gehören der Münsteraner Theologe und Philosoph Klaus Müller, der Journalist Armin Schwibach, der niederbayerische Philosoph Josef Quitterer und der polnische Philosoph Adam Zak, der seine Dissertation wie die übrigen Genannten auf Deutsch abfasste. Huber war seit den 1980er Jahren als Kurat in der geistlichen Betreuung italienischer Pfadfinder-Gruppen tätig und wurde 1990 Nationalkaplan der katholischen Pfadfinder Italiens. Seine letzten Lebensjahre verbrachte er krankheitsbedingt in seiner bayerischen Heimat.

## Werke
- Critica del sapere, Publisher & Imprint: Pontificia Univ. Gregoriana, Roma, 2001
- Speaking of God, Council for Research in Values-Publisher, 2000
- "E questo tutti chiamano 'Dio'", analisi del linguaggio cristiano, 1993
- Anamnesis bei Plato, Pullacher philosophische Forschungen; Bd. 6, Hüber-Verlag, München, 1964